# Смычек, Василий Борисович
Василий Борисович Смычёк (бел. Васіль Барысавіч Смычок; род. 24 декабря 1956, Славута, Хмельницкая область) — белорусский учёный в области медико-социальной экспертизы и реабилитации. Доктор медицинских наук, профессор, заслуженный деятель науки Республики Беларусь, главный внештатный специалист Министерства здравоохранения по медицинской экспертизе.

## Биография
В 1974 г. с золотой медалью окончил обучение в средней школе и поступил в Черновицкий медицинский институт.
В 1980 г. окончил обучение и устроился на работу неврологом врачебной амбулатории в горпоселке Нетешин, где работал до 1983 г.
В период с 1983 г. по 1985 г. работал неврологом Минской городской поликлиники № 29.
С 1985 г. по 1988 г. — младшим, а после и старшим научным сотрудником академической группы при член-корр. АМН СССР Н. С. Мисюке.
С 1989 г. по 1998 г. был старшим научным сотрудником, ученым секретарем Белорусского НИИ экспертизы трудоспособности и организации труда инвалидов.
С 1998 г. по 2005 г. доцентом, а после и заведующим кафедрой БелГИУВ.
С 1999 г. по наше время — директор РНПЦ медико-социальной экспертизы и реабилитации.

## Научная деятельность
В. Б. Смычек — известный ученый в области медицины, внесший значительный вклад в развитие медицины и имеющий важные научные достиженияв области медико-социальной экспертизы и реабилитации.
Основные направления научных исследований: теоретическая разработка и практика поэтапной реабилитации больных и инвалидов в Республике Беларусь; индивидуальные программы реабилитации на медицинском, лечебно-профессиональном, профессиональном и социальном этапах; критерии отбора реабилитации; критерии эффективности реабилитации; критерии отбора медицинской реабилитации; критерии эффективности реабилитации; стандарты отрасли медицинской реабилитации; методики комплексной реабилитации больных и инвалидов, перенесших инсульты и травматические повреждения головного мозга; возникновение черепно-мозговых травм.
Системы прогнозирования; Системы реабилитации людей с инсультом и травматическими повреждениями головного мозга и людей с ограниченными возможностями.
Автор 850 научных работ, среди которых
- 18 монографий
- 30 руководств и пособий для врачей
- 80 инструкций и методических рекомендаций

Ученая степень кандидата медицинских наук присвоена в 1989 г., доктора медицинских наук в 1999 г. В звании профессора утвержден в 2000 г.
Под его руководством было защищено более 15 кандидатских диссертаций.
Имеет высшую аттестационную категорию по специальности: врач-реабилитолог, врач-эксперт, врач-организатор здравоохранения.
Является председателем медико-реабилитационной экспертной комиссии Республиканского клинического медицинского центра Управления делами Президента Республики Беларусь, членом Межведомственного совета по проблемам инвалидов при Совете Министров Республики Беларусь,
Научным редактором ежегодных сборников научных работ «Медико-социальная экспертиза и реабилитация», главным внештатным специалистом Министерства здравоохранения по медицинской экспертизе, научным руководитель государственных и отраслевых научно-технических программ по проблемам медицинской экспертизы и реабилитации, членом экспертного совета ВАК Республики Беларусь, председателем Ученого Совета РНПЦ медицинской экспертизы и реабилитации, членом Ученого медицинского совета Министерства здравоохранения, членом Ученого совета РНПЦ неврологии и нейрохирургии, консультантом Республиканского клинического медицинского центра при Управлении делами Президента Республики Беларусь.
В. Б. Смычек является членом редакционных советов журналов:
- «Вопросы организации и информатизации здравоохранения»
- «Здравоохранение»
- «Медицинские новости»
- «Journal for Rehabіlіtatіon, care and socіal cart management іn the Baltіc countrіes»
- «Вестник Всероссийского общества специалистов по медико-социальной экспертизе, реабилитации и реабилитационной индустрии».

## Награды и премии
- Отличник здравоохранения Республики Беларусь.
- Медаль За трудовые заслуги (Беларусь).
- Грамоты Министерства здравоохранения Республики Беларусь.
- Заслуженный деятель науки Республики Беларусь